# Джек Клірі (веслувальник)
Джек Клірі (англ. Jack Cleary; нар. 8 серпня 1995) — австралійський веслувальник, бронзовий призер 2020 року.

## Виступи на Олімпіадах
| Олімпіада  | Дисципліна     | Місце |
| ---------- | -------------- | ----- |
| Токіо 2020 | парні четвірки | 3     |

## Зовнішні посилання
- Джек Клірі [Архівовано 28 липня 2021 у Wayback Machine.] на сайті FISA.
- Джек Клірі (веслувальник) на сайті Міжнародної федерації веслувального спорту

1. 1 2 3 4  https://rowingaustralia.com.au/athleteprofile/jack-cleary/